# Șanț, Bistrița-Năsăud

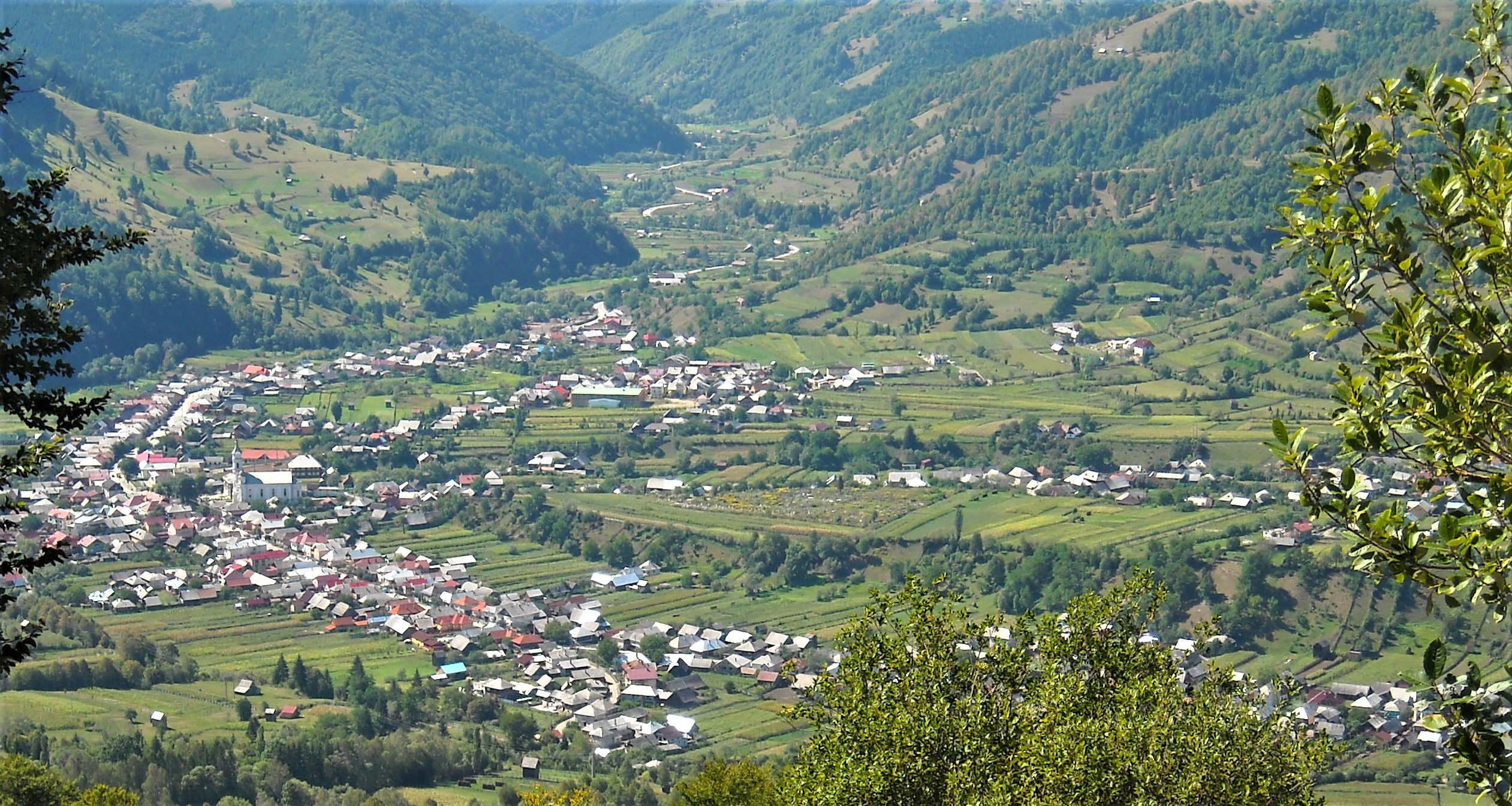

Șanț este satul de reședință al comunei cu același nume din județul Bistrița-Năsăud, Transilvania, România. La recensământul din 2002 avea o populație de 2988 locuitori.

## Istoric
Localitatea Șanț a fost înființată în jurul anului 1600, la început fiind un cătun al comunei mamă Rodna Veche, iar din anul 1773 este atestată documentar ca o localitate de sine stătătoare, sub denumirea de Rodna Nouă și apoi Șanț. Pentru anul 1874 se păstrează și a fost publicată o condică administrativă a localității.
Iconostasul bisericii greco-catolice din localitate (din 1948 ortodoxă, încă neretrocedată) este opera pictorului Octavian Smigelschi (1866-1912).

## Economie
Resurse naturale: lemn, minereuri complexe neferoase (Cu, Pb, Zn, Au, Ag)

## Obiective turistice
- Rezervația naturală “Peștera din Valea Cobășelului” (1 ha)
- Pasul Rotunda, de aici pleacă un traseu turistic spre Vf. Ineu
- Lacul Lala
- Vf. Ineu

Spre Lacul Lala și Vf. Ineu se poate ajunge și pornind din centrul comunei Șanț, prin Valea Blaznei, urmând un traseu marcat cruce albastră (timp de urcare aprox. 7h). Se poate urca cu mașina până la Cabana Diana (lângă fosta tabără de elevi), în gol alpin. Astfel se scurtează semnificativ traseul.
- Complex turistic „Poiana Zânelor”
- Complex turistic „Cabana Vio” - Valea Blaznei
- Traseu turistic (accesibil iarna numai pentru schiorii antrenați): Comuna Șanț – Valea Blaznei – Vf. Ineuț – Șaua cu lac

Din centrul satului se desprinde un drum forestier spre nord (strada Cobășel) care se continuă apoi cu un traseu turistic prin intermediul căruia se ajunge pe Vf. Ineu prin Vf. Cobășel.

## Personalități
- Grigore Moisil (1814-1891), vicar greco-catolic al Năsăudului, director fondator al Liceului Grăniceresc din Năsăud
- Pamfiliu Grapini (1855 – 1949) a fost preot greco-catolic în comuna Șanț, județul Bistrița-Năsăud, arhidiacon, om de cultură, ctitor al vechii bisericii din sat, tatăl unionistului Enea Grapini.
- Enea Grapini (1893-1980), unul dintre cei cinci fii ai Pr. Enea Pamfiliu Grapini, a fost inginer arhitect, politician social-democrat, unul dintre membrii fondatori ai Consiliului Național Român Central, cu o contribuție la definitivarea Rezoluției Marii Adunări Naționale de la Alba Iulia din 1 Decembrie 1918. Astăzi, școala din localitate îi poartă numele.
- Lucian Valea (1924 - 1992) - pseudonimul lui Alexandru Astălușiu, a fost un poet, prozator, eseist și istoric literar român.
- Leon-Iosif Grapini (n. 3 mai 1961, Șanț, județul Bistrița-Năsăud) este poet și prozator român contemporan.
- Dumitru Munteanu (1948), scriitor, director al Editurii George Coșbuc și revistei literare ”Litera Nordului, magazinului ilustrat ”Săptămâna politică”.
- Aurel Domide-Șănțanu (n.1933), colonel (r), profesor, epigramist,  poet, autorul volumelor "Anotimpuri de cuvinte"-2008 și "Popas printre cuvinte"-2010, președinte Cenaclul Literar (g-ral) Radu Theodoru,  revista RAPSODIA, inițiatorul și întemeietorul revistei CANTEMIRISTUL a Liceului Militar "Dimitrie Cantemir" Breaza.

## Cultură
- Teatrul Nescris Constantin Iugan[3], primul de acest fel din țară, înființat în anul 1935 de țăranul Constantin Iugan, cu denumirea „Trupa veselă”, la îndemnul sociologului Dimitrie Gusti, formație multipremiată la festivaluri și concursuri de gen din țară. Marcă înregistrată a comunei Șanț din anul 2012.

- Ansamblul Folcloric Izvorul Someșului[4] al Căminului cultural din Șanț, înființat în 2005, reorganizat în 2012, an în care a devenit marcă înregistrată a comunei. Ansamblul cuprinde formații de dansuri formate din elevi ai școlii din localitate și ai liceelor din județ, precum și soliștii de muzică populară Viorica Hojda, Lucreția Pomohaci, Dănilă Filipoi și Victoria Moisil. Ansamblul a câștigat numeroase premii și distincții la festivaluri și concursuri din țară.

- Revista Izvorul Someșului[5], publicație socio-culturală trimestrială, editată cu sprijinul Consiliului local Șanț, înființată în august 2021. Director fondator: profesorul Grigore Cotul, redactor-șef: scriitorul Leon-Iosif Grapini.

- Centrul Cultural Dimitrie Gusti[6], inaugurat în aprilie 2018, o clădire impozantă, cu o modernă și spațioasă sală de spectacole și întruniri culturale.